# Higher Love
Higher Love (en español, Amor superior) es una canción del grupo inglés de música electrónica Depeche Mode compuesta por Martin Gore, publicada en el álbum Songs of Faith and Devotion de 1993.

## Descripción
Higher Love, para el primer álbum de Depeche Mode claramente recargado hacia una tendencia más electroacústica como lo fue Songs of Faith and Devotion, es uno de los pocos temas basados en un sonido meramente sintético, aunque en una forma particularmente sombría, con una letra acerca de la emoción extrema a la que lleva el amor, en general alejada de alegorías y de metáforas rebuscadas.
Esto debido a que se inserta en una vertiente musical muy oscura de DM con una base sintética pesada y grave, llena de efectos sostenidos y sólo un casi imperceptible sampler de cuerdas. Si bien el álbum en su conjunto es muy oscuro, al estar apoyados la mayoría de los temas en sonidos acústicos graves, Higher Love consigue ser algo diferente, el más tradicional de DM por su sonido meramente electrónico pero de algún modo desentonando con el álbum, después de todo su pesadez se consiguió sólo con elementos electrónicos y una letra apasionada sin batería ni cuerdas, pues la percusión que complementa la melodía principal es claramente electrónica, con lo que consigue una extraña cualidad auténticamente rock basada sobre todo en los efectos sintéticos graves sostenidos, y por cierto con ello mismo se torna un poco larga.
Como muchos temas de DM la voz de David Gahan lleva la letra principal, con segunda voz de Martin Gore clamando By a Higher Love. En suma es una de las funciones más Dark wave de DM por el sonido tan sintetizado pero estilísticamente tan cercano al rock gótico por la letra y la grave musicalización electrónica.
Asimismo el tema no se puede sustraer a una cierta aspereza, implícita de hecho en casi todos los temas de Songs of Faith and Devotion, algo de agresividad sonora, pero en una orientación muy dramática, mientras por otro lado si es uno de los más pesarosos y fácilmente el más oscuro por su letra mucho menos alegórica y más directa, pues todo su sentido lírico esencial, pese a lo medianamente abundante de su letra, es el arrebato y la pasión a la que lleva el amor por una persona.
Aunque su primer detalle es que, apenas junto con Judas, fue de las únicas canciones del álbum en que no se incorporó acompañamiento acústico cabe destacar que también resultaría de las últimas de DM hecha de un modo sólo sintético; únicamente inspirada en las posibilidades de un teclado electrónico.

## En directo
La canción fue incorporada durante el correspondiente Devotional Tour, en el cual era el tema abridor de los conciertos, sin embargo para la extensión-segunda gira Exotic Tour salió del repertorio de temas presentados en el escenario.
La interpretación era una de las pocas tan sólo con sintetizador, pues es un tema eminentemente electrónico, aunque al ser el primer tema resultaba un poco más larga.
Para 2013 se retomó para la gira Delta Machine Tour con motivo del álbum Delta Machine, en una versión semiacústica cantada por Martin Gore, quien hacía todo el intro con guitarra, para seguir a una interpretación acompañada de batería acústica en manos de Christian Eigner, notas sintéticas y acompañamiento vocal de Peter Gordeno, lo cual le daba una calidad más country al tema.